# Sentmenat
Sentmenat (em catalão e oficialmente) ou Senmanat (em castelhano) é um município da Espanha, na comarca do Vallès Occidental, província de Barcelona, comunidade autónoma da Catalunha. Tem 28,4 km² de área e em 2021 tinha 9 347 habitantes (densidade: 329,1 hab./km²).